# Acanthodelta rufotincta
Acanthodelta rufotincta là một loài bướm đêm trong họ Noctuidae.